# Rouzeň
Rouzeň (německy Rouzeni) je základní sídelní jednotka, součást obce Uhelná Příbram v okrese Havlíčkův Brod v kraji Vysočina. Nachází se v katastrálním území Pukšice, asi 9 km severozápadně od Chotěboře, 13 km jihovýchodně od Golčova Jeníkova a asi 24,5 km severovýchodně od centra Havlíčkova Brodu.
Asi 1,6 km jihovýchodně od osady se nachází stejnojmenný kopec Rouzeň, vysoký 452 m n. m. V jeho blízkosti stála již zaniklá středověká osada. Západně od současné Rouzně protéká Nejepínský potok, na bezejmenném potoce, který se do něj zde vlévá, jsou dva bezejmenné rybníky. Je zde registrováno pět čísel popisných: 29, 31, 36, 37 a 45.